# Graham Broadbent
Graham Broadbent  es un productor cinematográfico británico.

## Filmografía

### Productor
- El juego bonito (2024)[1]
- The Banshees of Inisherin (2022)[2]
- El nuevo exótico Hotel Marigold (2015)
- The Riot Club (2014)
- Seven Psychopaths (2012)
- El exótico hotel Marigold (2011)
- In Bruges / Escondidos en Brujas (2008)
- Wind Chill (2007)
- La joven Jane Austen (2007)
- Millions (2004)
- Gladiatress (2004)
- Piccadilly Jim (2004)
- Thunderpants (2002)
- Very Annie Mary (2001) (TV)
- Dancing at the Blue Iguana (2000)
- Some Voices (2000)
- A Texas Funeral (1999)
- The Debt Collector (1999)
- Splendor (1999)
- Bienvenidos a Sarajevo (1997)

## Premios y distinciones
Premios Óscar
| Año  | Categoría      | Película                     | Resultado |
| ---- | -------------- | ---------------------------- | --------- |
| 2018 | Mejor película | Tres anuncios en las afueras | Nominado  |